# SHA-1
Secure Hash Algorithm 1 — алгоритм криптографічного хешування. Описано в RFC 3174. Для вхідного повідомлення довільної довжини (максимум {\displaystyle 2^{64}-1} біт, що приблизно дорівнює 2 ексабайти) алгоритм генерує 160-бітове хеш-значення, відоме також дайджестом повідомлення.
Вважається, що SHA-1 не гарантує достатнього захисту проти атак. Вже в 2005 дослідниками були відкриті методи атаки на SHA-1, які поставили під сумнів тривалість використання цього алгоритму. Тому вже з 2010 року низка організацій та компаній стали рекомендувати використання SHA-2 або SHA-3 замість нього. Microsoft, Google, Apple та Mozilla оголосили, що їхні веббраузери припинять приймати SSL сертифікати з SHA-1 починаючи з 2017 року.
23 лютого 2017 року була доведена практична досяжність обчислення колізій для функції SHA-1 без потреби звертатись до повного перебору.

## Історія
В 1993 році NSA спільно із NIST розробили алгоритм безпечного хешування (зараз відомий як SHA-0) (опублікований в документі FIPS  PUB 180) для стандарту безпечного хешування. Однак незабаром NSA відкликало дану версію, пославшись на виявлену ними помилку, яка так і не була розкрита. І замінило його виправленою версією, опублікованою в 1995 році у документі FIPS  PUB 180-1. Ця версія і вважається тим, що називають SHA-1. Пізніше, на конференції CRYPTO в 1998 році два французьких дослідника представили атаку на алгоритм SHA-0, яка не працювала на алгоритмі SHA-1. Можливо, це і була помилка, відкрита NSA.

## Опис алгоритму

Одна ітерація алгоритму SHA-1

SHA-1 реалізує хеш-функцію, побудовану на ідеї функції стиснення. Входом функції стиснення є блок повідомлення довжиною 512 біт і вихід попереднього блоку повідомлення. Виходом є значення всіх хеш-блоків до цього моменту. Іншими словами хеш блоку {\displaystyle M_{i}} дорівнює {\displaystyle h_{i}=f(M_{i},h_{i-1})}. Хеш-значенням всього повідомлення є виходом останнього блоку.

### Ініціалізація
Вхідне повідомлення розбивається на блоки по 512 біт у кожному. Останній блок доповнюється до довжини кратної 512 біт. Спочатку додається 1, а потім нулі, щоб довжина блоку стала рівною (512-64=448) біт. В останні 64 біта записується довжина вихідного повідомлення у бітах (в big-endian форматі). Якщо останній блок має довжину понад 448, але менше 512 біт, то додаток виконується в такий спосіб: спочатку додається 1, потім нулі аж до кінця 512-бітного блоку; після цього створюється ще один 512-бітний блок, який заповнюється аж до 448 біта нулями, після чого в 64 біта, що залишилися, записується довжина вихідного повідомлення в бітах (в big-endian форматі). Доповнення останнього блоку здійснюється завжди, навіть якщо повідомлення вже має потрібну довжину.
Ініціалізуються п'ять 32-бітових змінних:
```
A = a = 0x67452301
B = b = 0xEFCDAB89
C = c = 0x98BADCFE
D = d = 0x10325476
E = e = 0xC3D2E1F0
```

Визначаються чотири нелінійні операції і чотири константи.
| {\displaystyle F_{t}(m,l,k)=(m\wedge l)\vee (\neg {m}\wedge k)}          | {\displaystyle K_{t}} = 0x5A827999 | 0≤t≤19  |
| {\displaystyle F_{t}(m,l,k)=m\oplus l\oplus k}                           | {\displaystyle K_{t}} = 0x6ED9EBA1 | 20≤t≤39 |
| {\displaystyle F_{t}(m,l,k)=(m\wedge l)\vee (m\wedge k)\vee (l\wedge k)} | {\displaystyle K_{t}} = 0x8F1BBCDC | 40≤t≤59 |
| {\displaystyle F_{t}(m,l,k)=m\oplus l\oplus k}                           | {\displaystyle K_{t}} = 0xCA62C1D6 | 60≤t≤79 |

### Головний цикл
Головний цикл ітеративно обробляє кожен 512-бітний блок. Ітерація складається з чотирьох етапів по двадцять операцій у кожному. Блок повідомлення перетворюється з 16 32-бітових слів {\displaystyle M_{i}} у 80 32-бітових слів {\displaystyle W_{j}} за наступним правилом:
```

  

    

      

        

          
W

          

            
t

          

        

        
=

        

          
M

          

            
t

          

        

      

    

    
{\displaystyle W_{t}=M_{t}}

  

                                      при 0≤t≤15

  

    

      

        

          
W

          

            
t

          

        

      

    

    
{\displaystyle W_{t}}

  

 = (

  

    

      

        

          
W

          

            
t

          

        

      

    

    
{\displaystyle W_{t}}

  

-3
 

  

    

      

        
⊕

      

    

    
{\displaystyle \oplus }

  

 

  

    

      

        

          
W

          

            
t

          

        

      

    

    
{\displaystyle W_{t}}

  

-8
 

  

    

      

        
⊕

      

    

    
{\displaystyle \oplus }

  

 

  

    

      

        

          
W

          

            
t

          

        

      

    

    
{\displaystyle W_{t}}

  

-14
 

  

    

      

        
⊕

      

    

    
{\displaystyle \oplus }

  

 

  

    

      

        

          
W

          

            
t

          

        

      

    

    
{\displaystyle W_{t}}

  

-16
) << 1     при 16≤t≤79
```

тут << — це циклічний зсув вліво
```
 
для
 

  

    

      

        
t

      

    

    
{\displaystyle t}

  

 від 0 
до
 79
	temp = (a << 5) + 

  

    

      

        

          
F

          

            
t

          

        

      

    

    
{\displaystyle F_{t}}

  

(b,c,d) + e + 

  

    

      

        

          
W

          

            
t

          

        

        
+

        

          
K

          

            
t

          

        

      

    

    
{\displaystyle W_{t}+K_{t}}

  

	e = d
	d = c
	c = b << 30
	b = a
	a = temp
```

Після цього a, b, c, d, e додаються до A, B, C, D, E відповідно. Починається наступна ітерація.
Підсумковим значенням буде об'єднання п'яти 32-бітних слів в одне 160-бітове хеш-значення.

### Псевдокод SHA-1
Псевдокод алгоритму SHA-1 наступний:
```
 
Зауваження: Всі використовувані змінні 32-х бітні.

Ініціалізація змінних:

h0 = 0x67452301
h1 = 0xEFCDAB89
h2 = 0x98BADCFE
h3 = 0x10325476
h4 = 0xC3D2E1F0

Попередня обробка:

Приєднуємо біт '1' до повідомлення
Приєднуємо k бітів '0', де k найменше число ≥ 0 таке, щоб довжина отриманого повідомлення (в бітах) була 
рівна по модулю
 512 із 448 (length mod 512 == 448)
Додаємо довжину вихідного повідомлення (до попередньої обробки) як ціле 64-бітове 
big-endian
 число в 
бітах
.

В процесі повідомлення розбивається послідовно по 512 біт:

for
 перебираємо всі такі частини
    розбиваємо цю частину ще на 16 частин - слів по 32-біта w
[
i
]
, 0 <= i <= 15

    
16 слів по 32-біта доповнюються до 80 32-бітових слів:

    
for
 i 
from
 16 
to
 79
        w
[
i
]
 = (w
[
i-3
]
 
xor
 w
[
i-8
]
 
xor
 w
[
i-14
]
 
xor
 w
[
i-16
]
) 
циклічний зсув вліво
 1

    
Ініціалізація хеш-значень цієї частини:

    a = h0
    b = h1
    c = h2
    d = h3
    e = h4

    
Основний цикл:

    
for
 i 
from
 0 
to
 79
        
if
 0 ≤ i ≤ 19 
then

            f = (b 
and
 c) 
or
 ((
not
 b) 
and
 d)
            k = 0x5A827999
        
else if
 20 ≤ i ≤ 39 
then

            f = b 
xor
 c 
xor
 d
            k = 0x6ED9EBA1
        
else if
 40 ≤ i ≤ 59 
then

            f = (b 
and
 c) 
or
 (b 
and
 d) 
or
 (c 
and
 d)
            k = 0x8F1BBCDC
        
else if
 60 ≤ i ≤ 79 
then

            f = b 
xor
 c 
xor
 d
            k = 0xCA62C1D6

        temp = (a 
циклічний зсув вліво
 5) + f + e + k + w
[
i
]

        e = d
        d = c
        c = b 
циклічний зсув вліво
 30
        b = a
        a = temp

    
Додаємо хеш-значення цієї частини до результату:

    h0 = h0 + a
    h1 = h1 + b 
    h2 = h2 + c
    h3 = h3 + d
    h4 = h4 + e

Підсумкове хеш-значення:

digest = hash = h0 
append
 h1 
append
 h2 
append
 h3 
append
 h4
```

Замість оригінального формулювання FIPS PUB 180-1 наведені такі еквівалентні вирази, що можуть бути використані на комп'ютері f в головному циклі:
```
(0  ≤ i ≤ 19): f = d 
xor
 (b 
and
 (c 
xor
 d))                
(альтернатива 1)

(0  ≤ i ≤ 19): f = (b 
and
 c) 
xor
 ((
not
 b) 
and
 d)          
(альтернатива 2)

(0  ≤ i ≤ 19): f = (b 
and
 c) + ((
not
 b) 
and
 d)            
(альтернатива 3)

 

(40 ≤ i ≤ 59): f = (b 
and
 c) 
or
 (d 
and
 (b 
or
 c))          
(альтернатива 1)

(40 ≤ i ≤ 59): f = (b 
and
 c) 
or
 (d 
and
 (b 
xor
 c))         
(альтернатива 2)

(40 ≤ i ≤ 59): f = (b 
and
 c) + (d 
and
 (b 
xor
 c))          
(альтернатива 3)

(40 ≤ i ≤ 59): f = (b 
and
 c) 
xor
 (b 
and
 d) 
xor
 (c 
and
 d)  
(альтернатива 4)
```

## Приклади
Нижче наведені приклади хеш SHA-1. Для всіх повідомлень використано кодування UTF-8.
Хеш українською мовою:
```
SHA-1("Привіт") 
  = be3ba4d3 aa62fe70 d8aa4acd 4f0d33e2 896d3071
```

Хеш англійською мовою:
```
SHA-1("
Hello World
") 
  = 0a4d55a8 d778e502 2fab7019 77c5d840 bbc486d0
```

```
SHA-1("sha")
  = d8f45903 20e1343a 915b6394 170650a8 f35d6926
```

Невелика зміна вхідного тексту (одна буква у верхньому регістрі) призводить до сильної зміни самого хешу. Це відбувається внаслідок лавинного ефекту.
```
SHA-1("Sha") 
  = ba79baeb 9f10896a 46ae7471 5271b7f5 86e74640
```

Навіть для порожнього рядка обчислюється нетривіальне хеш-значення.
```
SHA-1("") 
  = da39a3ee 5e6b4b0d 3255bfef 95601890 afd80709
```

## Криптоаналіз
Криптоаналіз хеш-функцій спрямований на дослідження вразливостей до різного виду атак. Основні із них:
- знаходження колізій — ситуація, коли двом різним вхідним повідомленням відповідає одне і те ж хеш-значення.
- знаходження прообразу — вихідного повідомлення — по його хешу.

При вирішенні методом «грубої сили»:
- друга задача вимагає 2160 операцій.
- перша ж вимагає в середньому 2160/2=280 операцій, якщо використовувати атаку Днів народження.

Від стійкості хеш-функції до знаходження колізій залежить безпека електронного цифрового підпису із використанням даного хеш-алгоритму. Від стійкості до знаходження прообразу залежить безпека зберігання хешів паролів для аутентифікації.
У січні 2005 року Vincent Rijmen і Elisabeth Oswald опублікували повідомлення про атаку на усічену версію SHA-1 (53 раунди замість 80-и), яка дозволяє знаходити колізії менше, ніж за 280 операцій.
У лютому 2005 року Сяоюн Ван, Іцюнь Ліза Інь і Хунбо Юй (Xiaoyun Wang, Yiqun Lisa Yin, Hongbo Yu) представили атаку на повноцінний SHA-1, яка вимагає менше 269 операцій.
Хоча теоретично SHA-1 вважається зламаним (кількість обчислювальних операцій зменшено в 280-63=131 000 разів), на практиці подібний злом неможливий, оскільки займе п'ять мільярдів років.
Бурт Калінскі, глава дослідницького відділу в «лабораторії RSA» передбачає, що перша атака по знаходженню прообразу буде успішно здійснена в найближчі 5-10 років.
З огляду на те, що теоретичні атаки на SHA-1 виявилися успішними, NIST планує повністю відмовитися від використання SHA-1 в цифрових підписах.
2 листопада 2007 рік NIST анонсував конкурс з розробки нового алгоритму SHA-3, який тривав до 2012 року.

### Колізії
23 лютого 2017 року команда дослідників з наукового інституту CWI Amsterdam та компанії Google оголосили про розробку ними практично досяжного методу побудови колізій для функції SHA-1. Попри те, що для створення PDF-файлу з ідентичним SHA-1 дайджестом як і у оригінального їм знадобилось здійснити майже 9 квінтильйонів обчислень SHA-1 (точне число 9 223 372 036 854 776 000), для чого знадобилось понад 6610 процесор-років, необхідна кількість обчислень виявилась майже в 100 тисяч раз меншою за повний перебір. Час необхідний на обчислення було додатково скорочено завдяки використанню графічних процесорів. Таким чином дослідники довели, що обчислення колізій функції SHA-1 стало практично досяжним для зловмисника зі значною апаратно-матеріальною підтримкою.
Дослідники вирішили скористатись найкращою відомою атакою на SHA-1, так звана атака з ідентичним префіксом (англ. identical-prefix collision attack), яка потребує (теоретично) 261 обчислень SHA-1. На практиці, очікувалось, що знадобиться 263.1 обчислень SHA-1.
Атака полягає в пошуку двох майже колізійних блоків при заданому префіксі P, які утворюють колізію для будь-якого суфіксу S:
{\displaystyle \mathrm {SHA-1} (P||M_{1}^{(1)}||M_{2}^{(1)}||S)=\mathrm {SHA-1} (P||M_{1}^{(2)}||M_{2}^{(2)}||S).}
Пошук колізії відбувався у два кроки. На першому кроці обчислення відбувались на звичайних мікропроцесорах із використанням сильно зміненої програми HashClash — програма була істотно змінена для можливості ефективної роботи на багатьох ядрах та багатьох процесорах. На цьому кроці була знайдена пара {\displaystyle (M_{1}^{(1)},M_{1}^{(2)})}. Другий крок був реалізований на графічних процесорах. На цьому кроці була знайдена пара {\displaystyle (M_{2}^{(1)},M_{2}^{(2)})}.

### Порівняння з MD5 та SHA-0
Пошук колізії алгоритмом з «ідентичним префіксом» для MD5, SHA-0 та SHA-1 мають багато спільного, проте істотно відмінну складність.
Найкращий відомий алгоритм пошуку колізії методом «ідентичного префіксу» вимагає 216 обчислень MD5.
Попри істотну схожість із SHA-1, SHA-0 набагато вразливіший до пошуку колізій. Найкращий відомий алгоритм вимагає 233.6 обчислень SHA-0.
Таким чином, пошук колізій для SHA-0 та MD5 може відбуватись навіть із допомогою сучасного смартфону.

## Порівняння SHA1 з іншими алгоритмами

### Порівняння з MD5
MD5 і SHA-1 є, по суті, поліпшеними версіями MD4.
Схожість:
1. Чотири етапи.
2. Кожна дія додається до раніше отриманого результату.
3. Розмір блоку обробки становить 512 біт.
4. Обидва алгоритми виконують складання по модулю 232, вони розраховані на 32-х бітну архітектуру.

Відмінності:
1. У SHA-1 на четвертому етапі використовується та ж функція f, що і на другому етапі.
2. В MD5 у кожній дії використовується унікальна адитивна константа. У SHA-1 константи використовуються повторно для кожної із чотирьох груп.
3. У SHA-1 додана п'ята змінна.
4. SHA-1 використовує циклічний код виправлення помилок.
5. В MD5 чотири зсуви, що використовуються на кожному етапі, відрізняються від значень, які використовуються на попередніх етапах. В SHA на кожному етапі використовується постійне значення зсуву.
6. В MD5 чотири різних елементарних логічних функції, в SHA-1 - три.
7. В MD5 довжина дайджесту становить 128 біт, в SHA-1 - 160 біт.
8. SHA-1 містить більше раундів (80 замість 64) і виконується на 160-бітному буфері у порівнянні із 128-бітовим буфером MD5. Таким чином, SHA-1 повинен виконуватися приблизно на 25% повільніше, ніж MD5 на тій же апаратурі.

Брюс Шнайер наводить наступний висновок: «SHA-1 - це MD4 із додаванням розширюючого перетворення, додаткового етапу і поліпшеним лавинним ефектом. MD5 - це MD4 із поліпшеним двійковим хешуванням, додатковим етапом і поліпшеним лавинним ефектом.»

## Використання
Хеш-функції використовуються в системах контролю версій, системах електронного цифрового підпису, а також для побудови кодів аутентифікації.
SHA-1 є найбільш поширеним із усього сімейства SHA і застосовується у різних широко поширених криптографічних додатках і алгоритмах.
SHA-1 використовується в наступних стандартах:
- S/MIME — дайджести повідомлень.
- SSL — дайджести повідомлень.
- IPSec — для алгоритму перевірки цілісності в з'єднанні «точка-точка».
- SSH — для перевірки цілісності переданих даних.
- PGP — для створення електронного цифрового підпису.
- Git — для ідентифікації кожного об'єкта по SHA-1-хешу від збереженої в об'єкті інформації.
- Mercurial — для ідентифікації ревізій.
- BitTorrent — для перевірки цілісності даних при завантаженні.